# Sergueï Pavlov
Pour les articles homonymes, voir Pavlov.
Sergueï Alesandrovitch Pavlov (en russe : Сергей Александрович Павлов) est un footballeur et entraîneur soviétique puis russe né le 16 septembre 1955 à Fourmanov. 
Emménageant très tôt dans la ville de Kamychine, il y effectue une brève carrière de joueur avant de se mettre rapidement à des études d'entraîneur. Après avoir obtenu son diplôme, il prend les rênes de l'équipe locale du Tekstilchtchik tout juste refondée en 1979. Sous ses ordres, le club grimpe progressivement les échelons du football soviétique puis russe, partant de l'échelon municipal pour atteindre la deuxième division en 1991 puis la première division l'année suivante. Il entraîne ensuite l'équipe pendant cinq autres années, qui voient son destin sportif rechuter jusqu'à son départ à l'issue de la saison 1997 après la relégation du club en troisième division.
Il entraîne par la suite plusieurs clubs, les plus notables étant le Saturn Ramenskoïe, l'Ouralan Elista et le Luch-Energia Vladivostok, qu'il amène tous les trois à la promotion entre 1998 et 2005. Après son départ de ce dernier poste en 2007, il enchaîne les brefs passages dans les échelons inférieurs, connaissant notamment une dernière promotion avec l'Arsenal Toula en 2016 et vivant une courte expérience au Kazakhstan à Atyraou l'année suivante.

## Biographie

### Formation et débuts avec le Tekstilchtchik Kamychine (1979-1997)
Né à l'origine à Fourmanov, Pavlov et sa famille déménagent dans la ville de Kamychine en 1960. Il y découvre là-bas le football et joue même au sein des équipes locales de l'Avangard puis du Tekstilchtchik. Il doit cependant rapidement mettre fin à sa carrière à la suite d'une rupture de ligament croisé subie à l'âge de 21 ans. Il entame par la suite des études d'entraîneur et obtient un diplôme à l'Institut d'Éducation physique de Volgograd.
Peu après avoir obtenu son diplôme, Pavlov est nommé à la tête du Tekstilchtchik Kamychine, alors en pleine refondation et évoluant en championnat municipal, en 1979. Se basant sur un jeu direct et orienté vers l'offensif, il parvient à ramener le club à l'échelon régional au début des années 1980 et à dominer la compétition au milieu de ces années-là. L'équipe intègre ainsi le championnat de la RSFS de Russie et termine première du groupe Volga à l'issue de la saison, lui permettant d'intégrer la troisième division soviétique professionnelle dès l'année suivante,. Terminant sixième de la zone 9 pour sa première saison, le club termine troisième à l'issue de la saison 1989 puis deuxième l'année suivante, lui permettant de monter en deuxième division pour la saison 1991, à l'issue de laquelle il termine onzième sur vingt-deux.
Son positionnement au deuxième échelon permet au Tekstilchtchik de tirer profit de la dissolution de l'Union soviétique pour être intégré au sein du nouveau championnat russe de première division pour la première fois de son histoire en 1992, treize ans après sa reprise en main de l'équipe. Pour sa première saison dans l'élite, il parvient à maintenir le club, qui finit à la dixième place, avant de l'amener à une quatrième position dès la saison suivante le qualifiant pour la Coupe UEFA 1994-1995 où il atteint le deuxième tour.
Par la suite cependant, avec les départs progressifs des principaux cadres de l'équipe, les résultats commencent à retomber à partir de 1994 avec une septième place suivie d'une dixième position l'année suivante. Il ne peut finalement pas empêcher la relégation du Tekstilchtchik, qui termine avant-dernier à l'issue de la saison 1996 et retrouve la deuxième division. Alors que le club entame l'exercice suivant avec la perspective d'une remontée directe, celui-ci est frappée par des nombreux problèmes financiers à partir de la mi-saison, qui combiné à des résultats sportifs décevants l'amènent à subir une deuxième relégation d'affilée à l'issue de la saison. À la suite de cet échec, Pavlov quitte finalement son poste après dix-huit années de service,.

### Piges diverses et plusieurs montées dans l'élite (1998-2007)
Seulement quelques jours après son départ du Tekstilchtchik, il est engagé par le Saturn Ramenskoïe pour la saison 1998. Sous ses ordres, le club remporte largement la deuxième division cette même année, terminant avec sept points d'avance sur son dauphin le Lokomotiv Nijni Novgorod et découvrant le premier échelon pour la première fois de son histoire l'année suivante. Pavlov amène par la suite l'équipe à une dixième place puis à une neuvième position en 2000 avant de quitter son poste à la fin de cette dernière année. Il rejoint ensuite l'Ouralan Elista à la mi-saison 2001 et l'amène à la deuxième place de la deuxième division, synonyme de promotion. Après un mauvais début d'exercice 2002, il démissionne à la mi-août. En parallèle de ces deux derniers postes, Pavlov travaille également au sein de l'encadrement technique de la sélection russe en tant qu'assistant d'Oleg Romantsev, et prend ainsi part à la Coupe du monde 2002, où la Russie est éliminée en phase de groupes, amenant au renvoi de Romantsev et de ses assistants. Par la suite, il reste tout de même sous les ordres de Romantsev, cette fois en tant qu'assistant au Spartak Moscou. Cette situation ne dure cependant pas, Pavlov étant recruté par le Tchernomorets Novorossiisk, qui lutte alors pour son maintien en première division à la fin du mois de juillet 2003. Il échoue finalement à cette tâche, l'équipe subissant onze défaites en quinze matchs et finissant dernière du championnat, et quitte le club en fin d'année.
Recruté au mois de juillet 2004 par le Luch-Energia Vladivostok, il parvient dans un premier temps à maintenir l'équipe en deuxième division à la faveur d'une quatorzième place. La saison suivante voit le club dominer nettement le championnat, celui-ci terminant premier avec 92 points en 42 matchs et six points d'avance sur le Spartak Naltchik. Pavlov connaît ainsi sa quatrième montée en première division de sa carrière, et ramène l'équipe extrême-orientale au premier échelon après treize années d'absence. La saison 2006 voit Vladivostok se démarquer comme la grande surprise du championnat, où il parvient à se classer septième au terme de l'exercice, à cinq points d'une éventuelle qualification en Coupe Intertoto. Cette dynamique ne dure cependant pas et l'équipe prend cette fois part à la lutte pour le maintien la saison suivante. Celui-ci est finalement acquis à la faveur des victoires remportées, alors que le club est à égalité avec le Krylia Sovetov Samara et le Kouban Krasnodar, ce dernier étant l'unique relégué. À l'issue de cette dernière saison, Pavlov quitte son poste.

### Passages dans les échelons inférieurs (depuis 2008)
Quelques mois après son départ, il est engagé par ce dernier club au mois d'avril 2008 où il remplace Aleksandr Tarkhanov, démissionnaire pour des raisons médicales. Son passage est cependant assez bref, des désaccords avec la direction amenant à son renvoi dès le mois d'août, malgré un bilan de 13 victoires en 22 matchs et une quatrième place en championnat. À peine quelques jours après ce renvoi, Pavlov s'engage avec le Chinnik Iaroslavl, lanterne rouge de première division. Il échoue cependant à maintenir le club qui est relégué au terme de l'exercice en terminant avant-dernier. Maintenu dans ses fonctions, il continue d'entraîneur l'équipe jusqu'au milieu du mois de mai 2009, où il démissionne de son poste.
Engagé au mois de décembre par le Torpedo Moscou, alors tout juste promu en troisième division pour la saison 2010, Pavlov ne reste au club que quelques mois, des désaccords avec la direction amènent à son renvoi au cours du mois d'août 2010. Sans emploi pendant près d'un an, le Luch-Energia Vladivostok annonce son retour au poste d'entraîneur au mois de mai 2011, alors que le club se classe parmi les relégables en championnat de deuxième division. Amenant l'équipe à la dix-septième place à quelques journées de la fin, il démissionne finalement au début du mois de mai, tandis que celle-ci est finalement reléguée à l'issue de la saison un mois plus tard.
Inactif pendant deux années après ce dernier poste, Pavlov effectue finalement son retour au Saturn Ramenskoïe, retombé entre-temps au troisième échelon, au mois de septembre 2014. Il l'amène à une septième place dans le groupe Ouest du championnat, mais l'instabilité financière du club débouche finalement sur son retrait de la compétition pour la saison suivante, tandis que Pavlov est libéré de son contrat dans la foulée en juin 2015. Il s'engage par la suite à l'Arsenal Toula en février 2016 et lui permet d'accrocher la deuxième place de deuxième division et d'être promu dans l'élite. Après un début de saison 2016-2017 décevant voyant l'équipe se classer quatorzième après neuf matchs, il est démis de ses fonctions au début du mois d'octobre.
Pavlov quitte pour la première fois la Russie en avril 2017 et s'engage au sein du club kazakh du FK Atyraou, qui se classe onzième et avant-dernier après six journées de championnat. Durant son passage, il parvient notamment amener l'équipe à une finale de Coupe du Kazakhstan. Ses résultats en championnat sont cependant plus décevants, ce qui lui vaut d'être remercié à la mi-septembre. Dès le mois suivant, il retourne au pays où il est appelé à la tête du Rotor Volgograd, classé dernier de deuxième division, en remplacement de Valeri Iesipov. Bien que faisant remonter l'équipe à la dix-septième place, il ne peut empêcher sa relégation sportive à la fin de la saison et son contrat n'est pas prolongé, bien que le Rotor soit finalement maintenu administrativement.
Pavlov est nommé à la tête du Tekstilchtchik Ivanovo au début du mois de janvier 2020, l'équipe se classant alors dix-neuvième de deuxième division au moment de la trêve hivernale et à neuf points du maintien. Il n'a cependant l'opportunité de ne diriger que deux matchs avant l'arrêt anticipé de la saison en raison de la pandémie de Covid-19 en Russie. Cet événement s'accompagne malgré tout de l'annulation de toutes les relégations, ce qui assure le maintien du Tekstilchtchik. Continuant de diriger le club durant l'exercice 2020-2021, il l'amène à une quinzième position qui garantit sa place au deuxième échelon. Après des débuts compliqués lors du début de la saison suivante qui font retomber le club dans la lutte pour le maintien, Pavlov choisit de quitter ses fonctions le 9 octobre 2021.

## Statistiques
| Tekstilchtchik Kamychine   | 23 juillet 1979   | 10 novembre 1997  | 381 | 146 | 92  | 143 | 38,3 |
| Saturn Ramenskoïe          | 20 novembre 1997  | 13 novembre 2000  | 112 | 48  | 33  | 31  | 42,9 |
| Ouralan Elista             | 17 décembre 2000  | 15 août 2002      | 57  | 25  | 17  | 15  | 43,9 |
| Tchernomorets Novorossiisk | 28 juillet 2003   | 22 octobre 2003   | 15  | 2   | 2   | 11  | 13,3 |
| Luch-Energia Vladivostok   | 1er juillet 2004  | 31 décembre 2007  | 134 | 58  | 34  | 42  | 43,3 |
| Kouban Krasnodar           | 3 avril 2008      | 10 août 2008      | 24  | 14  | 5   | 5   | 58,3 |
| Chinnik Iaroslavl          | 13 août 2008      | 12 mai 2009       | 24  | 6   | 4   | 14  | 25,0 |
| Torpedo Moscou             | 7 décembre 2009   | 16 août 2010      | 22  | 13  | 2   | 7   | 59,1 |
| Luch-Energia Vladivostok   | 7 mai 2011        | 1er mai 2012      | 39  | 10  | 16  | 13  | 25,6 |
| Saturn Ramenskoïe          | 25 septembre 2014 | 12 juin 2015      | 18  | 11  | 2   | 5   | 61,1 |
| Arsenal Toula              | 24 février 2016   | 4 octobre 2016    | 24  | 12  | 7   | 5   | 50,0 |
| FK Atyraou                 | 13 avril 2017     | 21 septembre 2017 | 26  | 10  | 5   | 11  | 38,5 |
| Rotor Volgograd            | 17 octobre 2017   | 20 mai 2018       | 20  | 7   | 4   | 9   | 35,0 |
| Tekstilchtchik Ivanovo     | 2 janvier 2020    | 9 octobre 2021    | 64  | 17  | 18  | 29  | 26,6 |
| Volgar Astrakhan           | 22 août 2023      | en cours          | 17  | 7   | 6   | 4   | 41,2 |
| Total                      | Total             | Total             | 977 | 386 | 347 | 344 | 39,5 |

1. ↑  Ne sont décomptées que les statistiques à partir de la saison 1988, date de la professionnalisation du club.

## Palmarès
Pavlov remporte la deuxième division russe à deux reprises, avec le Saturn Ramenskoïe en 1998 puis avec le Luch Vladivostok en 2005. En parallèle, en plus de ces deux clubs, il amène également trois autres équipes à la promotion en première division, nommément le Tekstilchtchik Kamychine en 1991, l'Ouralan Elista en 2001 et l'Arsenal Toula en 2016.